# Platyphylax frauenfeldi
Platyphylax frauenfeldi là một loài Trichoptera trong họ Limnephilidae. Chúng phân bố ở miền Cổ bắc.